# Solar dos Corvelos
O Solar dos Corvelos é um solar português, localizado na ilha açoriana da Terceira, concelho de Angra do Heroísmo, freguesia de Terra Chã.
Este solar foi residência da família Corvelo. Localiza-se no Caminho para Belém, na freguesia da Terra chã.
Esta família profundamente ligada à freguesia de residência onde procedeu a uma profícua criação de gado-bravo, nas zonas mais altas da freguesia, local de ricas pastagens. Aqui desenvolveu um lucrativo negócio de ganadaria que forneciam as muitos conhecidas toiradas-à-corda, tradicionais da ilha Terceira.